# Gaspar Cervantes de Gaeta
Gaspar Cervantes de Gaeta (Trujillo, ca. 1511 – Tarragona, 17 de octubre de 1575) fue un cardenal español del siglo XVI. Era pariente del célebre escritor Miguel de Cervantes.

## Primeros años

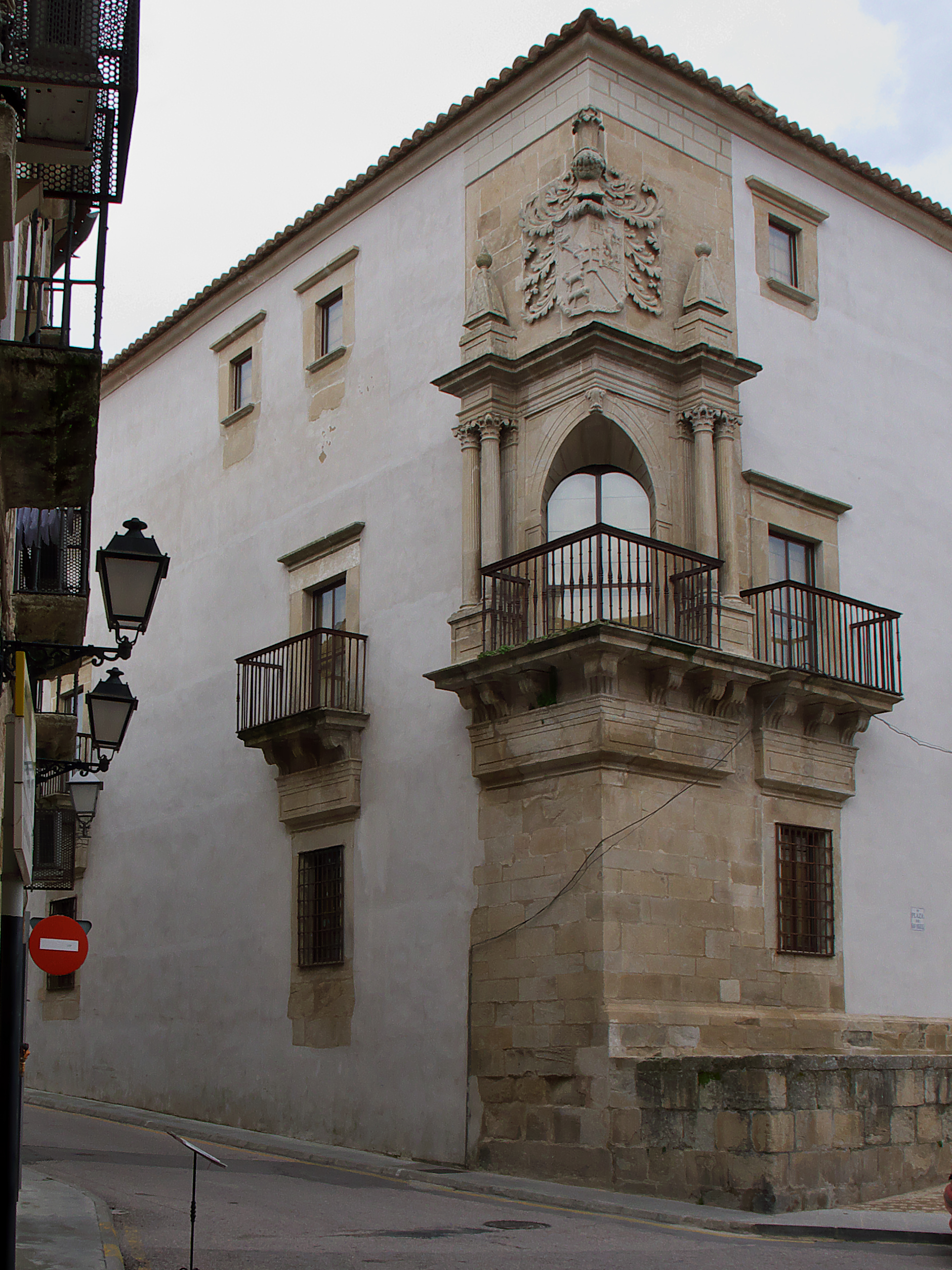
Palacio natal en Trujillo

Nació en Trujillo, hijo de Francisco de Gaeta y María Alonso de Cervantes. Estudió en el Colegio de Santa Cruz de Cañizares de la Universidad de Salamanca y en París, y pronto le nombraron consejero y delegado del inquisidor general del Reino de Aragón.

## Inicios de la carrera eclesiástica
Fue vicario general de la diócesis de León, inquisidor y vicario general de la archidiócesis de Sevilla, e inquisidor en Zaragoza y en Nápoles. En 1561 fue elegido arzobispo de Mesina y luego arzobispo de Salerno en 1564, donde reunió varios sínodos eclesiales. Cervantes participó en el Concilio de Trento, dónde destacó por su elocuencia y sabiduría, ganándose la confianza del papa Pío IV. Éste le encargó asuntos eclesiásticos de suma importancia. En 1568 fue nombrado arzobispo de Tarragona, pero atareado por las comisiones pontificias, no pudo ir a regentar la sede tarraconense hasta el 1572.

## Arzobispo de Tarragona y cardenal
Siendo arzobispo de Tarragona, fue nombrado cardenal del titulus de San Vital por el papa Pío V durante el consistorio de 17 de mayo de 1570. El 9 de junio del mismo año cambió el titulus por el de San Martín in Montibus, y en 1572 fue trasladado al de Santa Balbina. En su estancia en Italia, fue legado apostólico por los reinos de España y uno de los jueces en la famosa causa del arzobispo de Toledo, Bartolomé de Carranza.
Volvió a Tarragona en mayo de 1572. Ese mismo año creó la Universidad de Tarragona, para la cual donó un total de veinte mil libras catalanas.
Con fecha 16 de abril de 1573 autorizó a la villa de Almoster a tener pila bautismal en su iglesia, lo que evitaba a sus habitantantes la incomodidad de tener que acudir a Reus para este trámite.
En 1574, obtuvo de Pío V la supresión del convento de Escornalbou, las riendas del cual fueron destinadas a la creación del Seminario Conciliar de Tarragona, fundado el 1575. Este seminario es considerado como el primero de España, el cual, más tarde (1577), se combinó con la Universidad de Tarragona. En 1575 también fundó una casa de probación y noviciado de la Compañía de Jesús. Creó también un canonicato penitenciario, fundó una residencia de padres jesuitas, un hospicio para pobres y dotó el de huérfanos. Consideró que el lado interior del puerto de Tarragona era fácilmente atacable, así que decidió extender las defensas añadiendo a las murallas romanas un baluarte que tomó su nombre.
Celebró un concilio provincial del 1572 al 1574. Tuvo como obispo auxiliar, con el título de obispo de Marruecos, a Joan Terès i Borrull. 
En 1574 Tarragona sufrió un episodio de escasez de agua, así que Cervantes intentó conducir una fuente desde Puigdelfí. Falleció antes de que pudiera acabar este proyecto, el 17 de octubre de 1575.
En 1577, sus restos fueron trasladados a un sepulcro entre las capillas de San Miguel y de las Once Mil Vírgenes de la Catedral de Tarragona.
Lope de Vega le dedicó el siguiente epitafio:

Fui Arzobispo en Tarragona,
en Roma fui Cardenal,
Inquisidor General
en la Española Corona.
Cervantes era yo antes,
polvo y tierra soy después:
que caben en siete pies
dignidades semejantes.
Félix Lope de Vega y Carpio, Epitaphios fúnebres a diversos sepulcros 

## Legado
En Trujillo construyó, dotó y enriqueció de indulgencias el altar dónde se depositó el cadáver de su madre en la iglesia de San Martín, conocido como el Altar de Gaeta. Donó a la catedral de Tarragona, al menos, dieciséis tapices salidos de los talleres bruselenses del siglo XVI. En su testamento dejó minuciosamente reguladas las riendas y el funcionamiento de la Universidad de Tarragona, por lo que se impidió que, años más tarde, fuera abolida por el rey Felipe V de España.
Publicó una obra titulada Instruccions, y advertiments molt útils necessaris per les persones ecclesiàstiques y principalment per als qui tenen cura d’ànimes, així de com s’han de haver en les persones, com ensenyar e instruir a sos parroquians en públic y en lo secret de la Penitencia (Barcelona, 1575). Esta obra fue publicada inicialmente en italiano, y al llegar a Tarragona la hizo traducir al catalán. Anteriormente publicó en Roma, en 1568, las Constituzioni Sinodali della Chiesa di Salerno.
La calle del Cardenal Cervantes de Tarragona está dedicada a él.